# Polyosma bracteosum
Polyosma bracteosum är en tvåhjärtbladig växtart som beskrevs av Otto Stapf. Polyosma bracteosum ingår i släktet Polyosma och familjen Escalloniaceae. Inga underarter finns listade i Catalogue of Life.